# アメリカ国防情報システム局
アメリカ国防情報システム局（アメリカこくぼうじょうほうシステムきょく、英: Defense Information System Agency, DISA）は、軍事通信、電波監理や通信システムの開発などを担当する国防総省の内局である。
前身は1960年5月12日設立の国防通信局(DCA)であり、当初は無線・有線通信を任務としていたが、コンピュータ等の電子機器の発展に伴い情報システム全般を任務とするため1991年6月25日に組織改編を行い、現在の名称になった。国防情報システム局の主要任務は①通信、②戦闘支援情報処理、③情報保証、④統合指揮統制、⑤統合共同運用支援の五つである。なお、国防情報システム局はホワイトハウスの情報システム全般も管掌している。

## 組織
- 国防情報システム局長官
- 国防情報システム局副長官
- 参謀長

直属
- 首席技官(CTO)
- 機器調達官

特別補佐
- 法律顧問
- 監察総監
- 試験評価部長
- NSA連絡官　：　国家安全保障局(NSA)から国防情報システム局への出向
- 国防電波監理室
- 議会対策室
- 中小企業援護室
- 雇用機会均等・多様文化室
- 統合共同運用試験コマンド(JITC)

特別任務
- ホワイトハウス通信局
- ホワイトハウス駐在支援班

共有事業部門
- 主席財務官(CFO)
- 人材・人事・保安部
- 調達部
  - 国防情報技術契約機構(DITCO)
    - DITCO欧州支部(DITCO-Europe;PL5)　：　欧州軍、中央軍を担当
    - DITCO国家主要地域支部(DITCO-NCR;PL6)　：　国家主要地域(NCR)を担当
    - DITCO太平洋支部(DITCO-Pacific;PL7)　：　太平洋軍を担当
    - DITCOスコット空軍基地支部(DITCO-Scott;PL8)　：　アメリカ大陸(北方軍、南方軍)を担当
- 戦略計画・情報部

戦略事業部門
- GIG(Global Information Grid)戦闘支援部
- GIG企業技術部
- GIG運用部

統合軍支局
- 中央軍支局(DISA CENTCOM)
- アメリカ大陸支局(DISA CONUS)
- 欧州軍支局(DISA EUROPE)
- 統合戦力軍支局(DISA JFCOM)
- 北方軍支局(DISA NORTHCOM)
- 太平洋軍支局(DISA PACIFIC)
- 特殊作戦軍支局(DISA SOCOM)
- 南方軍支局(DISA SOUTHCOM)
- 戦略軍支局(DISA STRATCOM)
- 輸送軍支局(DISA TRANSCOM)
- 統合電波監理センター(JSC)
- 統合参謀支援センター(JSSC)